# Palácio de São Clemente

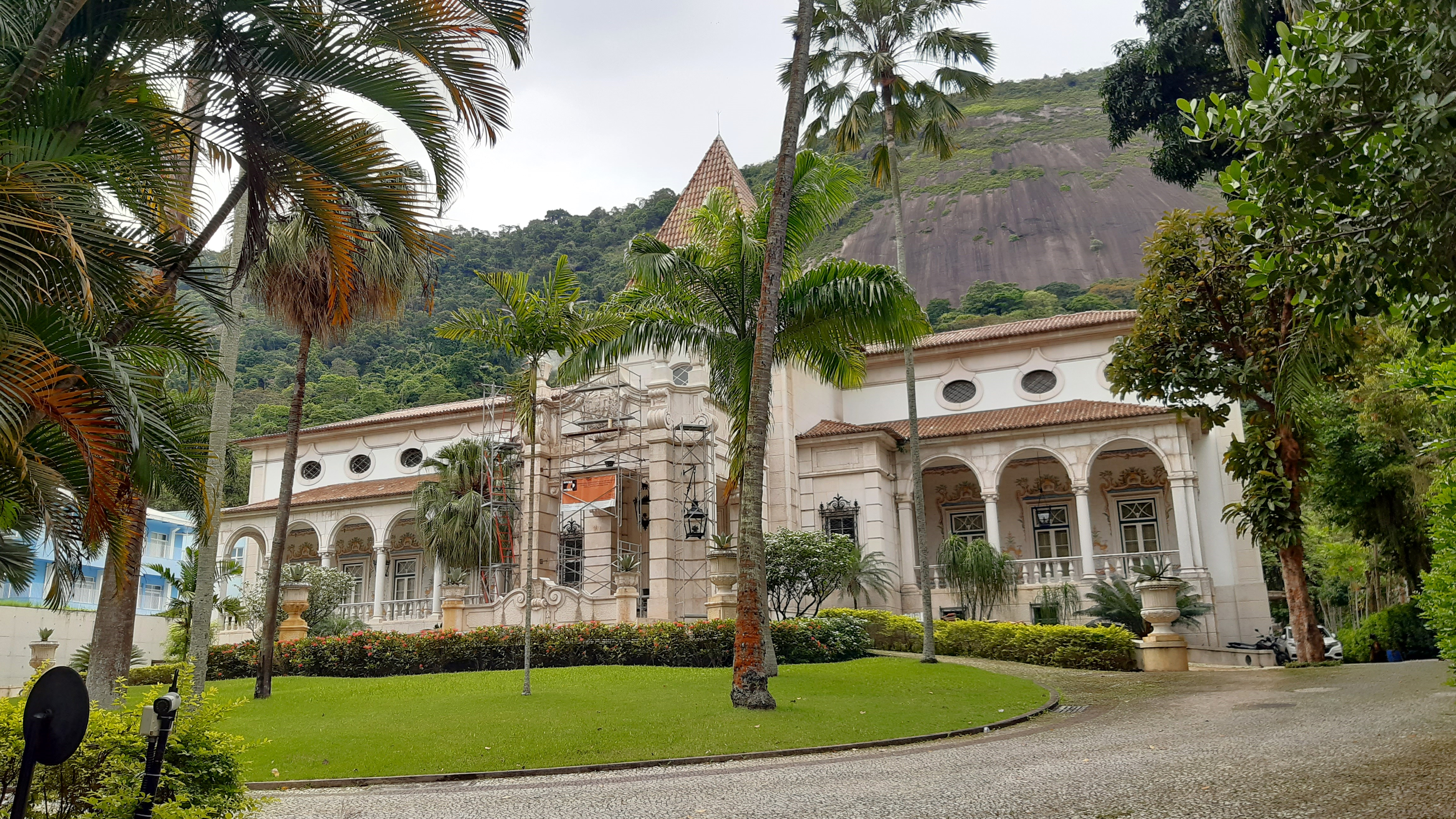
Palácio de São Clemente, sede do Consulado Geral de Portugal no Rio de Janeiro

O Palácio de São Clemente localiza-se na rua de São Clemente, no bairro de Botafogo, no Rio de Janeiro, Brasil.
O palácio foi construído na década de 1950 como sede da Embaixada de Portugal no Brasil. Com a mudança da capital para Brasília, a propriedade passou a ser a a residência oficial do Cônsul-Geral no Rio de Janeiro.
Abrangendo uma área total de 5.800 m2, o Palácio é obra do arquiteto Guilherme Rebello de Andrade e caracteriza-se por utilizar elementos como móveis, tapeçaria e azulejos típicos da cultura lusa. Entre os nomes que participaram da decoração estão Jorge Barradas e artistas da Fábrica de Cerâmica da Viúva Lamego e da Fundação Ricardo do Espírito Santo. No interior há uma capela barroca do século XVII trazida de Portugal.